# Księstwo Normandii

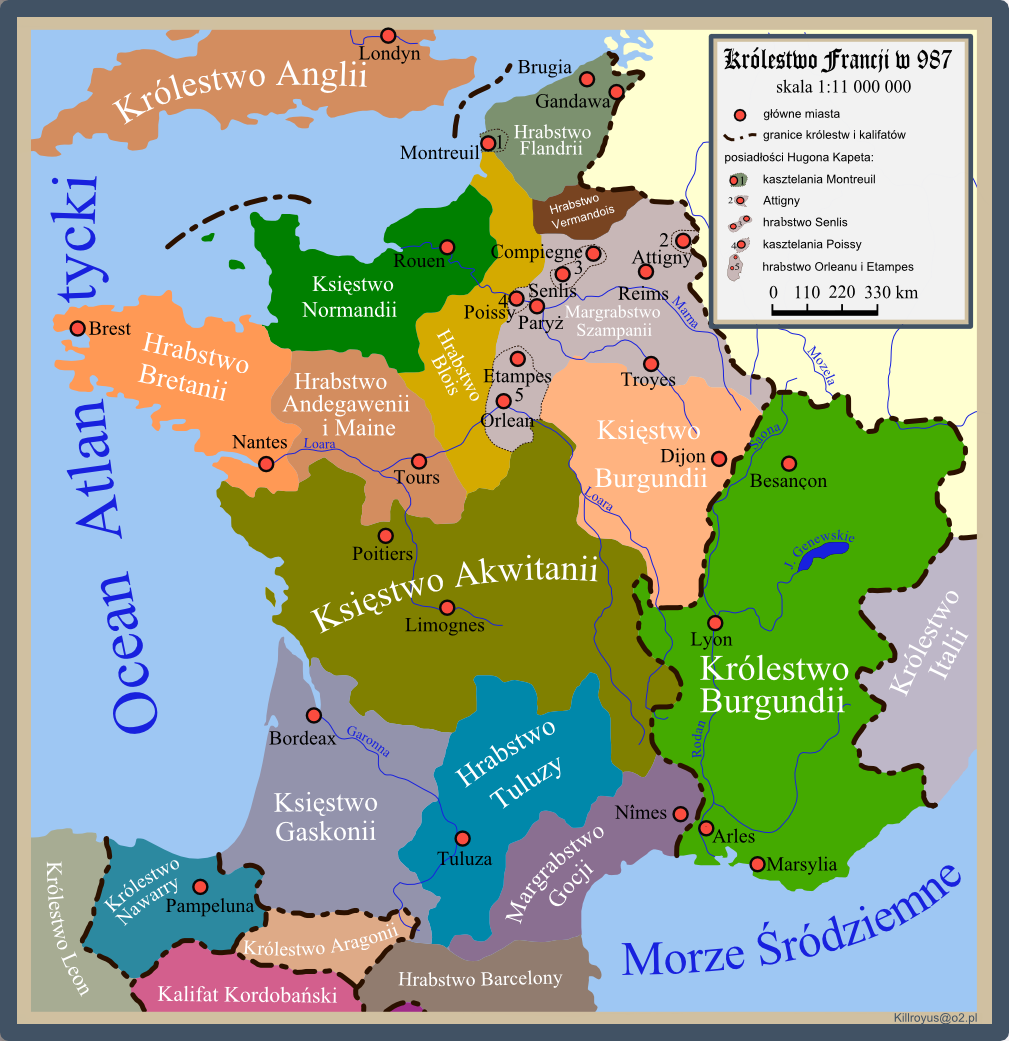
Francja w 987 roku

Księstwo Normandii (łac. Ducatus Normanniae, fr. Duché de Normandie) – państwo powstałe w 911 roku, prawdopodobnie jako hrabstwo w wyniku nadania Rollonowi, wodzowi normańskiemu, terenów dzisiejszej Górnej Normandii przez króla Francji Karola Prostaka. Zakończyło swój byt jako niezależny twór polityczny w momencie włączenia do domeny królewskiej w 1204 roku.
Dzieje księstwa Normandii dzieli się na cztery okresy. Pierwszy między 911 a 960 rokiem jest okresem falowej imigracji ludności skandynawskiej. Drugi, obejmujący lata 960–1025, jest czasem stopniowego stapiania się przybyszów z frankijskim otoczeniem, przejmowania kultury i urządzeń ustrojowych, a także umacniania się władzy książęcej. Okres 1025–1050 to czas kryzysu, szczególnie w okresie małoletności Wilhelma Zdobywcy. Wówczas wielu możnych starało się powiększyć swą władzę kosztem księcia, w tym okresie zerwane zostają także ostatnie związki ze Skandynawią. Okres od roku 1050 do końca istnienia księstwa jest czasem ustabilizowanych stosunków wewnętrznych w oparciu o silną władzę książęcą.

## Dzieje polityczne

### Powstanie i pierwszy wiek istnienia (911–1035)
Ziemie dzisiejszej Francji od ok. 830 r. były terenem nieustannych najazdów pochodzących ze Skandynawii Normanów. Stopniowo Normanowie zaprzestali łupieskich najazdów, a zastąpili je podbojem i kolonizacją terenów północnej Francji. W 911 roku król Karol III Prostak zawarł traktat z przywódcą Normanów Rollonem w Saint-Clair-sur-Epte, na mocy którego Rollon stał się lennikiem króla z obszaru sięgającego na zachodzie ujścia Sekwany, a na południu źródeł Eure, centralnym punktem nowego tworu stało się Rouen. W zamian Rollo musiał przyjąć chrzest i stać się lennikiem króla.
Choć Rollon pozostawał wierny Karolowi Prostakowi, to potrafił ułożyć stosunki także z jego następcą (po epizodycznym panowaniu Roberta I), królem Rudolfem I, który nadał mu w 924 roku Bessin, Le Mans, L'Huernin i Bayeux. Rollo ustąpił z tronu na rzecz swojego syna Wilhelma I. Wilhelmowi udało się w walkach z Bretończykami przyłączyć Avranchin, a także półwysep Contentin. W tym momencie obszar księstwa odpowiadał obszarowi archidiecezji Rouen. Zabójstwo księcia w 942 roku przerwało jego rządy.
Władzę objął jego syn Ryszard I Nieustraszony, książę ten jednoznacznie opowiedział się za Robertynami w sporze o koronę królewską, jemu także przypisuje się rozpowszechnienie systemu lennego. Jego syn Ryszard II Dobry wprowadził tytuł książęcy do tytulatury władców normańskich, a swoje władztwo począł nazywać regnum. Jednak tytuł ten nie został uznany przez królów Francji do 1204 roku, czyli do momentu, w którym Normandia weszła do ich domeny. Po śmierci księcia w 1027 roku władzę przejął jego najstarszy syn Ryszard III, jednak jego nagła śmierć oddała władzę w ręce młodszego Roberta I, którego podejrzewano zresztą o otrucie brata. Robert I poparł króla Henryka I, w jego walce z matką i bratem, za co otrzymał nadanie Vexin. Nigdy się nie ożenił, ale wyjednał u swych baronów wybór swego nieślubnego syna Wilhelma na księcia. Mimo to, gdy zmarł w 1035 w drodze powrotnej z Ziemi Świętej, jego syn napotkał poważne trudności w objęciu władzy w księstwie.

### Wilhelm Zdobywca (1035–1087)

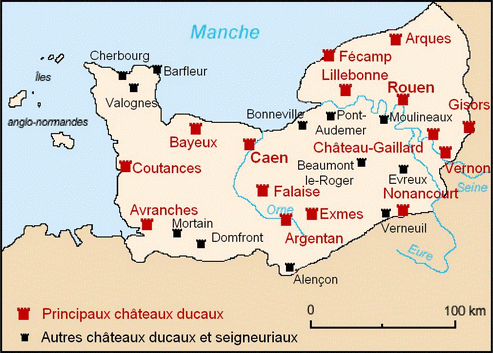
Księstwo Normandii z zaznaczonymi zamkami książęcymi

Małoletni Wilhelm nie był w stanie zapobiec rozpadaniu się księstwa, coraz więcej hrabiów i wicehrabiów ignorowało zwierzchność książęcą i prowadziło własną politykę. Dopiero pomoc króla francuskiego Henryka I (1047) i zwycięstwo w bitwie pod Val-ès-Dunes zapewniło władzę Wilhelmowi. Po tym wydarzeniu Wilhelm wraz z królem rozpoczęli walkę z księciem Andegawenii Godfrydem Młotem co zaowocowało przyłączeniem Maine. Ten nagły wzrost potęgi Wilhelma zaniepokoił Henryka, który w sojuszu z Godfrydem dwukrotnie najechał na Normandię. Wilhelm odparł oba ataki, pokonując przeciwników w bitwach pod Mortemer (1054) i Varaville (1058). Wojnę zakończyła jednak dopiero śmierć Henryka i Godfryda w 1060 roku. Na tronie francuskim zasiadł teraz małoletni Filip I, którego opiekunem został Baldwin V, książę Flandrii i teść Wilhelma, te dwa czynniki zapewniały Wilhelmowi pełne bezpieczeństwo od strony Paryża, dzięki czemu mógł on pozwolić sobie na znacznie szersze projekty. W 1062 roku zhołdował Maine i Ponthieu, próbował także zająć całe Vexin. W latach 1064–1066 prowadził wojnę z Bretanią, którą zakończyła dopiero śmierć księcia Konana II.
Następnym przedsięwzięciem Wilhelma był najazd na Anglię, roszcząc sobie prawa do tronu angielskiego, którego sukcesję miał mu obiecać zmarły król Edward Wyznawca w 1051 roku. Podbój całego kraju zapewniło zasadniczo zwycięstwo w jednej walnej bitwie pod Hastings, gdzie Wilhelm całkowicie rozbił wojska Harolda II, wybranego na króla przez baronów. Jednak ujarzmienie podbitego kraju trwało, aż do 1080 roku, książę musiał odpierać bunty możnych, a także ataki innych władców, m.in. z Walii, Szkocji czy Danii. Wielu baronów anglosaskich zostało wywłaszczonych, a ich dobra zajęły rodziny normańskiego pochodzenia, co zadzierzgnęło trwałe związki między obu krajami, gdyż wielu możnych normandzkich miało jeszcze długo dobra tak po jednej, jak i po drugiej stronie kanału La Manche.
Tymczasem na nowo wybuchł konflikt z królem Francji o Vexin, także syn Wilhelma Robert Krótkoudy buntował się przeciw ojcu (1077–1080), wspierany w tym przez Filipa I. Wilhelm umarł w 1087 roku w czasie oblężenia Mantes w Vexin.

## Podział terytorialny
Administracja księstwa opierała się na hrabstwach i wicehrabstwach. Hrabiowie pojawili się za panowania Ryszarda I (996–1026). Ich zadaniem było bronienie kraju (stąd położenie hrabstw na granicach) poprzez strzeżenie książęcych warowni, wypełnianie administracji książęcej, a przede wszystkim pobieranie podatków. Hrabiowie byli powoływani i usuwani przez księcia, często tracili swą pozycję poprzez złe zarządzanie lub knowania przeciw seniorowi. Z drugiej strony, niektóre hrabstwa pozostawały w posiadaniu jednej rodziny przez kilka generacji (np. hrabiowie Evreux).
Normandzkie hrabstwa:
- Hrabstwo Talou, w późniejszym okresie określane jako Arques
- hrabstwo Aumale, poświadczone jedynie dla roku 1082
- Hrabstwo Avranches, podzielone między wicehrabstwo Avranches i hrabstwo Mortain między 1015 a 1050 rokiem
- Hrabstwo Brionne, zniesione za Wilhelma Zdobywcy
- Hrabstwo Eu
- Hrabstwo Évreux
- Hrabstwo Hiémois, obniżone do rangi wicehrabstwa w połowie XI wieku
- Hrabstwo Ivry, jedyny znany hrabia to Raoul d'Ivry
- Hrabstwo Mortain